# كأس الاتحاد الإنجليزي 1919–20
كأس الاتحاد الإنجليزي 1919–20 (بالإنجليزية: 1919–20 FA Cup)‏ هو الموسم 45 من  كأس الاتحاد الإنجليزي. أقيم بتاريخ 13 سبتمبر 1919، والذي يشرف على تنظيمه الاتحاد الإنجليزي لكرة القدم، وكان عدد الأندية المشاركة فيه  64، وفاز فيه أستون فيلا.